# Однопетлевая диаграмма Фейнмана
Однопетлевая диаграмма Фейнмана — связная диаграмма Фейнмана с единственным циклом. Такая диаграмма может быть получена из диаграммы типа связного дерева, если взять две внешние линии одного типа и соединить их в ребро.
Диаграммы с петлями (в теории графов такие петли называются циклами, а термином «петля» называется ребро, соединяющее вершину с самой собой) соответствуют квантовым поправкам к классической теории поля. Поскольку однопетлевые диаграммы содержат только один цикл, они выражают первую поправку, называемую квазиклассическим вкладом.
Однопетлевые диаграммы обычно рассчитываются как интеграл по одному независимому импульсу, который «циркулирует в петле». Эффект Казимира, излучение Хокинга и лэмбовский сдвиг — примеры явлений, описываемых с помощью однопетлевых диаграмм Фейнмана, особенно известной «треугольной диаграммы»:
Подсчёт однопетлевых диаграмм Фейнмана обычно приводит к расходящимся выражениям, которые обусловлены:
- частицами с нулевой массой в петле диаграммы (инфракрасная расходимость) или
- недостаточным спадом подынтегральной функции для больших импульсов (ультрафиолетовая расходимость).

Инфракрасные расходимости обычно устраняются путём присвоения частицам с нулевой массой небольшой массы {\displaystyle \lambda }, вычисления соответствующего выражения и взятия предела {\displaystyle \lambda \to 0}. Ультрафиолетовые расходимости устраняются перенормировкой.

## Эффективное действие
Однопетлевые поправки приводят к следующему эффективному действию:
{\displaystyle \Gamma [\phi ]=S[\phi ]+{\frac {1}{2}}\mathop {\mathrm {Tr} } {\left[\log {S^{(2)}[\phi ]}\right]+\dots }}